# Blaufarbenwerk Zwittermühl

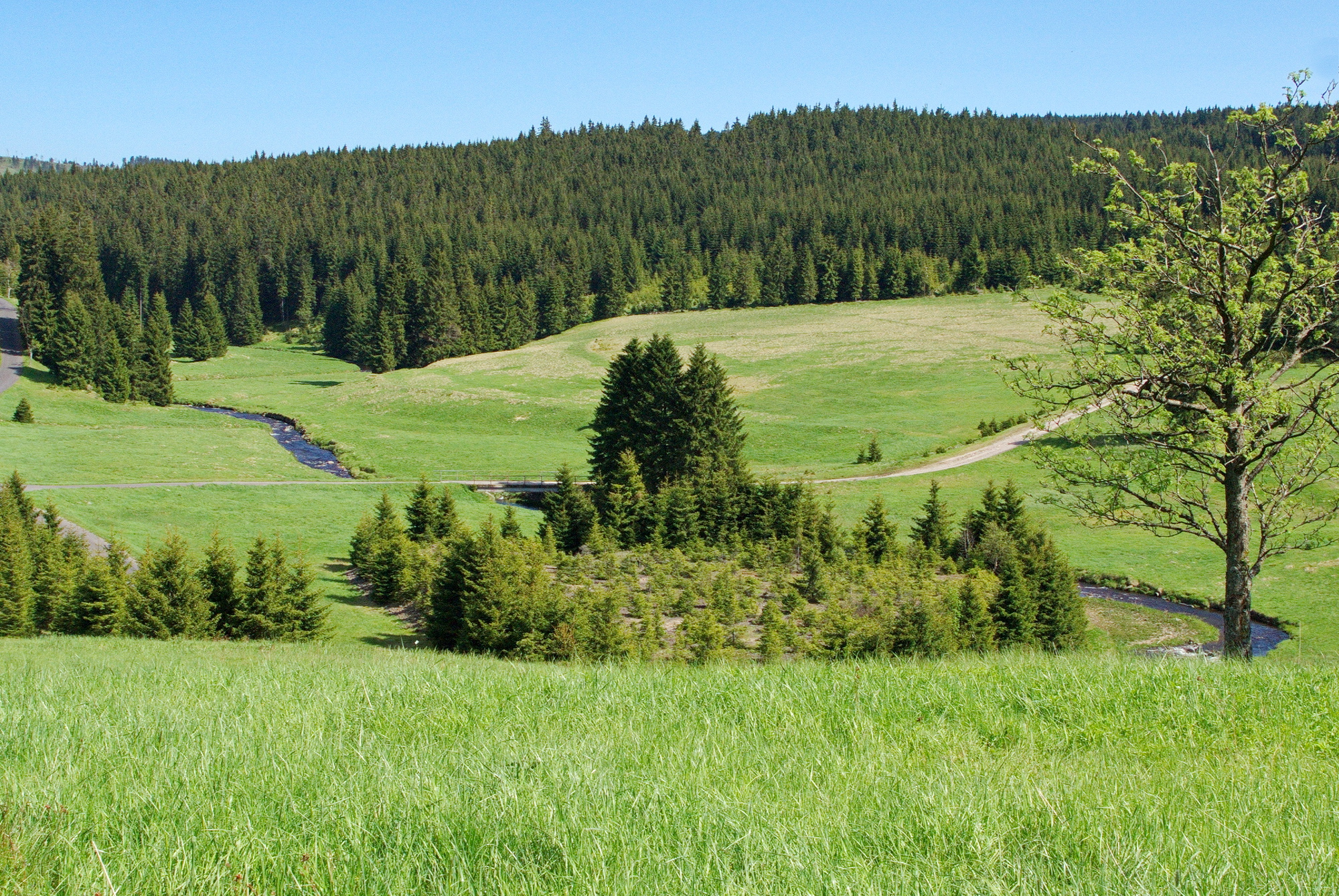
Verlauf das Schwarzwassers bei Háje

Das Blaufarbenwerk Zwittermühl in Háje (deutsch Zwittermühl), einer Ortslage der tschechischen Gemeinde Potůčky (Breitenbach), diente hauptsächlich der Blaufarbenherstellung aus kobalthaltigem Erz. Der Betrieb wurde Anfang des 19. Jahrhunderts eingestellt.

## Geschichte
Der Ortsname Zwittermühl leitet sich von einem alten Pochwerk am Schwarzwasser ab, das zur Zerkleinerung der sogenannten Zwitter, d. h. Zinnerz, diente und wohl schon in der Entstehungszeit der Bergstadt Platten um 1530 existierte. Darum entstand eine kleine Streusiedlung. 1551 erscheint Hans Weidauer mit seiner Familie auf der Zwittermühl. 1574 heiratete dessen Tochter Barbara Weidauer den Papiermacher Valentin Conrad aus Glauchau, dem zufolge die Mühle zeitweise zur Herstellung von Papier diente. Valentin Conrad ist letztmals 1576 dort erwähnt. 1622 erbaute Hans Drechsler (1584–?) neben seiner Mahlmühle Zwittermühl, eine Farbmühle. Er hatte sich später etlicher Verbrechen für schuldig gemacht und wurde deshalb zu einer Geld- und Gefängnisstrafe verurteilt. 1633 richtete er ein Gnadenbrief an den Oberamtsverwalter Johann Jakob Hütter. Sein Sohn war der Schulmeister und Organist Georg Conrad Drechsler (1612–1683) und sein Enkel der Bergverständiger Benedict Drechsler (1651–1690). Die Familie ist nach dem Dreißigjährigen Krieg und der verstärkt einsetzenden Gegenreformation nach Kursachsen immigriert.  

Das böhmische Blaufarbenwesen hatte unter der Protestantenverfolgung nach 1650 schwer zu leiden. Seit 1686 waren alle silberhaltigen Kobalterze an die Staatliche Silberhütte in Sankt Joachimsthal abzuliefern. Dies bedeutete für die böhmische Blaufarbenproduktion einen schweren Rückschritt. Den Farbmühlen wurde fortan nur silberfreie oder silberarme Erze zu blauer Farbe zu verarbeiten erlaubt. Auf die in Platten gewogenen Farbfässer wurde Brennstempelgeld erhoben. Anders als die Mahlmühle, die auch in der zweiten Hälfte des 17. Jahrhunderts dauerhaft in Betrieb war, existierte die Farbmühle zu dieser Zeit nicht mehr. Im Jahre 1700 wurde unterhalb der Mahlmühle Zwittermühl eine neue Farbmühle erbaut und dem Handelsmann Johann Christoph Hanickl (1657–1729) verliehen. Von ihm erbte sie sein Sohn Kilian Hanickl (1691–1770), der mit Veronica Seeling, der Tochter des Besitzers der Farbmühle von Jungenhengst Johann Anton Seeling, verheiratet war. Deren Sohn und Erbe der Blaufarbenwerksbesitzer Franz Bernhard Hanickl (1738–1814) betrieb das Werk bis Anfang des 19. Jahrhunderts. 1774 steht es als eines der böhmischen Blaufarbenwerke in Johann Jacob Ferbers Beiträge zu der Mineral-Geschichte von Böhman.

„Gleich bey Joachimsthal auf dem Wege der nach der Silberschmelz=Hütte liegt das Puchnerische und zwischen Platte und Johanngeorgenstadt drey andere Böhmische Blaufarbenwerker, nemlich das Elsterische, Butzische und Mysellsche. Unter der Zwitter=Mühle bey Platten ist auch ein Privates, und auf der Cammeral=Herrschaft Preßnitz ein Kayserl. Königliches Blaufarbenwerk.“

Aus den Kirchenbucheinträgen geht hervor, dass zur gleichen Zeit auf dem Werk als Farbmeister Johann Georg Wohner (1725–1796) aus Trinksaifen und dessen Sohn Johann Gabriel Wohner (1753–?) aus Hirschenstand für Hanickl tätig waren. Anders als die benachbarten Farbwerke in Breitenbach und Jungenhengst blieb das Farbwerk unbedeutend und beschränkte sich lediglich auf dem Absatz im Inland. Unrentabilität und die Übermacht der sächsischen Farbwerke führten noch im 19. Jahrhundert zu ihrer völligen Stilllegung.

## Besitzerfolge
- Hans Drechsler
- Johann Christoph Hanickl
- Kilian Hanickl
- Franz Bernhard Hanickl
- Johann Nepomuk Hanickl